# Дадмэн, Лен
Ле́онард Чарльз «Лен» Да́дмэн (англ. Leonard Charles "Len" Dudman; 4 августа 1933, Данди — 12 февраля 2004, Данди) — шотландский кёрлингист, крикетист и футболист.

## Кёрлинг
В составе мужской сборной Шотландии участник чемпионата мира 1976 (стали серебряными призёрами). Чемпион Шотландии среди мужчин.
Играл на позициях первого и второго.

### Достижения
- Чемпионат мира по кёрлингу среди мужчин: серебро (1976).
- Чемпионат Шотландии по кёрлингу среди мужчин: золото (1976).

### Команды
| Сезон   | Четвёртый   | Третий         | Второй      | Первый         | Турниры            |
| ------- | ----------- | -------------- | ----------- | -------------- | ------------------ |
| 1970—71 | Билл Мюрхед | Bill Reid      | Дерек Скотт | Лен Дадмэн     | [ 3 ]              |
| 1975—76 | Билл Мюрхед | Дерек Скотт    | Лен Дадмэн  | Рой Синклер    | ЧШМ 1976 · ЧМ 1976 |
| 1982—83 | Алан Глен   | Мюррей Мелвилл | Scott Symon | Леонард Дадмэн | [ 3 ]              |

(скипы выделены полужирным шрифтом)